# Páfrányfák
A páfrányfák  (harasztfák, pálmapáfrányok, Cyatheales) a valódi páfrányok (Pteridopsida) osztályának egyik rendje.

## Elterjedésük
Trópusi növények; az ausztrál flórabirodalomban (Australis) és Latin-Amerika trópusi területein erdőalkotók; Afrikában ritkábbak. Különösen gyakoriak Új-Zélandon.

## Megjelenésük, felépítésük
Törzsük mint tőke a föld alatt húzódik meg; a föld fölé csak nagy leveleik hajtanak ki. Egyes nemzetségeik, mint például:
- Alsophila,
- Hemitelia,
- serlegpáfrány (Cyathea),
- Sphaeropteris

pálmatermetű, ágatlan, oszlopforma, 6–20 m magas, embervastag fává cseperednek óriási lombkoronával.

## Életmódjuk, termőhelyük
Melegkedvelő, fagyérzékeny növények. Európába két fajt sikerült betelepíteni:
- óriás páfrányfa (Dicksonia antarctica) — a leginkább óceáni éghajlatú területeken,
- ezüst serlegpáfrány (Alsophyila delbata, korábban Cyathea dealbata) a Mediterráneum legmelegebb részein.[1]

## Felhasználásuk
Mivel nincs valódi törzsük, így fájuk sincs. A leszáradó levelek csonkjaiból álló, pálmaszerű szár leginkább csak tüzelőnek és kerítésnek jó. Egyes fajaikat melegházakban dísznövénynek ültetik. Némelyik faj a belében ehető keményítőt termel.

## Rendszertani felosztásuk
A rendet rendszerint nyolc családra bontják, de a Dennstaedtiaceae és a Dicksoniaceae családot egyes szerzők harasztfák (Dicksoniales, Pic. Serm. ex Reveal) néven önálló rendbe vonják össze. Mások a Dennstaedtiaceae családot kivették ebből a rendből, és az édesgyökerű páfrányok (Polypodiales) közé osztják be.
- Serlegpáfrányfélék (Cyatheaceae) 5–6 nemzetséggel:
  - Alsophila
  - serlegpáfrány (Cyathea)
  - Cnemidaria (ennek fajait egyes szerzők a serlegpáfrány nemzetség tagjainak tekintik)
  - Gymnosphaera
  - Hymenophyllopsis
  - Sphaeropteris
- Cibotiaceae egy nemzetséggel:
  - Cibotium
- Culcitaceae egy nemzetséggel:
  - Culcita
- harasztfafélék (Dicksoniaceae) három nemzetséggel:
  - Calochlaena
  - Dicksonia
  - Lophosoria
- Loxsomataceae két nemzetséggel:
  - Loxsoma
  - Loxsomopsis
- Metaxyaceaeegy nemzetséggel:
  - Metaxya
- Plagiogyriaceae egy nemzetséggel:
  - Plagiogyria
- Thyrsopteridaceae számos kihalt és egyetlen recens fajjal:
  - Thyrsopteris elegans

## Életmódjuk
Többségük a trópusi, illetve szubtrópusi eső- és köderdőkben él. A savanyú talajt kedvelik. A fagyot nem tűrik.

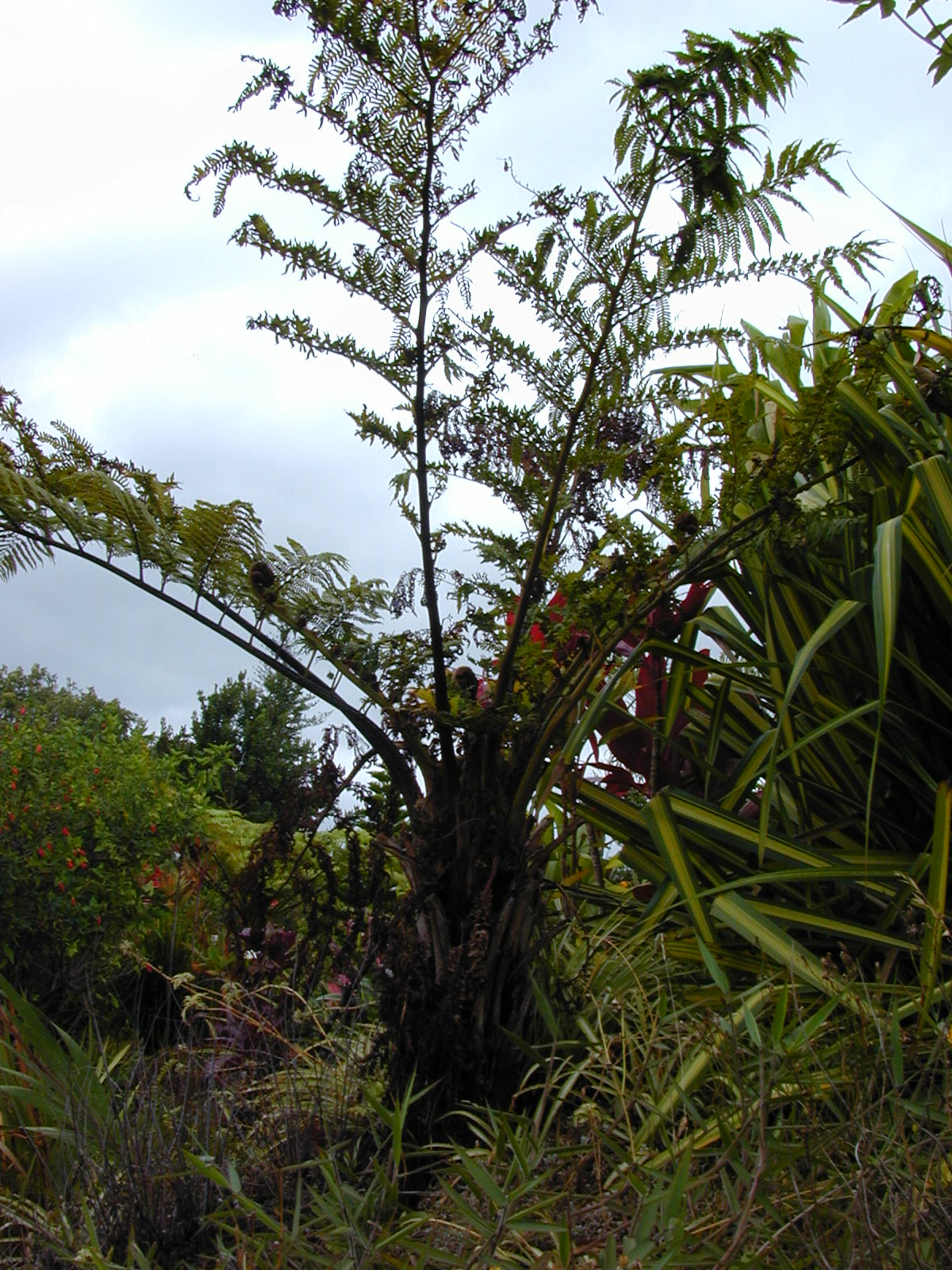
Sphaeropteris cooperi páfrányfa Hawaiin
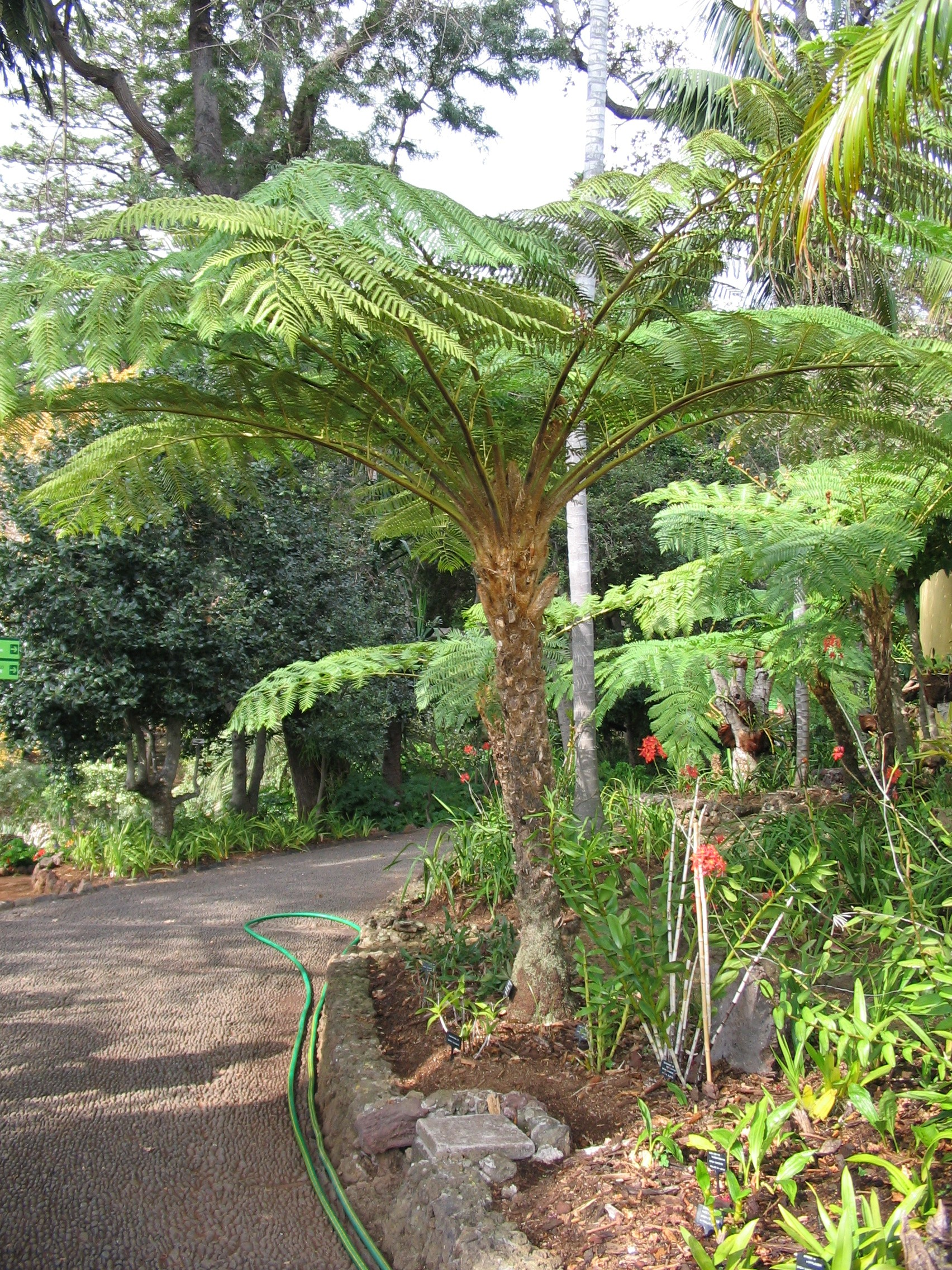
Sphaeropteris cooperi páfrányfa a funchali botanikus kertben
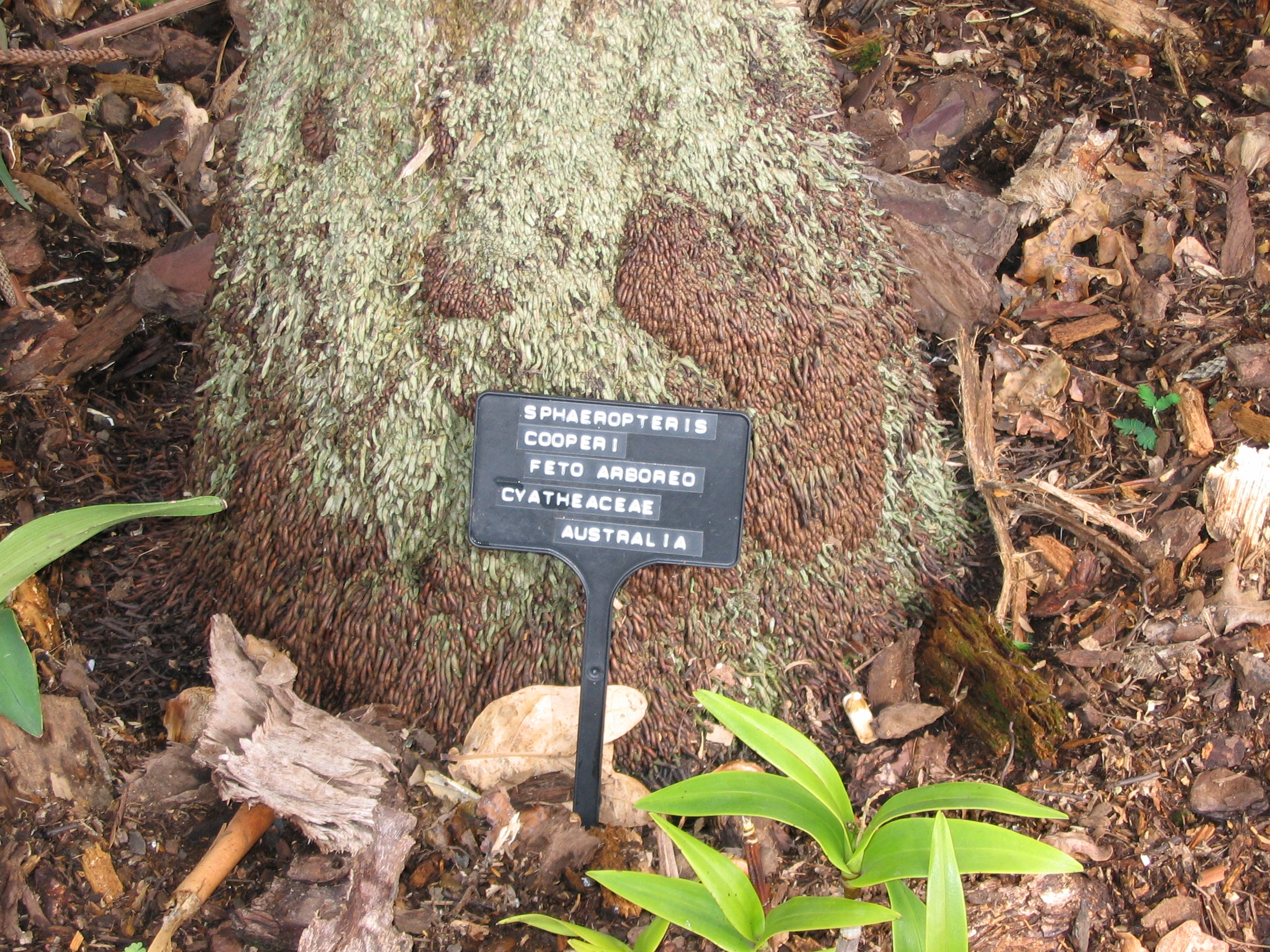
Sphaeropteris cooperi páfrányfa szára